# 永京根
永京根是德国巴登-符腾堡州的一个市镇。总面积9.33平方公里，总人口1365人，其中男性662人，女性703人（2011年12月31日），人口密度146人/平方公里。